# Обыкновенные удавы
Обыкновенные удавы (лат. Boa) — род змей из семейства ложноногих.

## Описание
Могут достигать длины свыше 4 м. Передвигаются преимущественно по земле, хотя охотятся на деревьях. Питаются ящерицами, птицами, разнообразными млекопитающими (сумчатыми, грызунами, хищными, рукокрылыми и приматами). Населяют разнообразные места обитания от почти пустынных условий до тропических дождевых лесов.

## Распространение
Обыкновенные удавы обитают в Новом Свете от северной Мексики до Аргентины, Парагвая и Бразилии на юге, а также на островах Сент-Лусия и Доминика.

## Виды
Род включает 7 ныне живущих и 1 вымерший вид:
- † Boa blanchardensis Bochaton & Bailon, 2018 — ископаемые остатки известны из позднего плейстоцена острова Мари-Галант (Гваделупа)[3].
- Boa atlantica Gonzalez, Lima, Passos & Silva, 2024 — восточная Бразилия[4].
- Boa constrictor Linnaeus, 1758 — Обыкновенный удав — Колумбия, Эквадор, Перу, Венесуэла (включая остров Маргарита), Гайана, Суринам, Французская Гвиана, Тринидад и Тобаго, а также интродуцирован в Пуэрто-Рико и на остров Аруба[1].
- Boa imperator Daudin, 1803 — Императорский удав — юго-восточная Мексика, Белиз, Гватемала, Гондурас, Сальвадор, Никарагуа, Коста-Рика, Панама и северо-западная Колумбия, включая многие на Атлантическом и Тихоокеанском побережьях этих стран.
- Boa nebulosa (Lazzel, 1964) — эндемик острова Доминика.
- Boa occidentalis Philippi, 1873 — Парагвай, Аргентина[4].
- Boa orophias Linnaeus, 1758 — эндемик острова Сент-Лусия.
- Boa sigma (Smith, 1943) — тихоокеанское побережье Мексики западнее перешейка Теуантепек, включая острова Лас-Трес-Мариас.